# MUSIC (フジファブリックのアルバム)
『MUSIC』（ミュージック）は、フジファブリックの5枚目のオリジナルアルバム。2010年7月28日にソニー・ミュージックアソシエイテッドレコーズより発売。

## 概要
前作『CHRONICLE』から約1年3ヶ月ぶりにリリースされたメジャー5枚目、通算では8枚目となるアルバム。ソニー・ミュージックアソシエイテッドレコーズへのレーベル移籍後の第1弾作品。
本作は、発売前年の2009年12月に急逝したバンドの中心人物・志村正彦が残した楽曲を、金澤ダイスケ、加藤慎一、山内総一郎という残されたメンバー3人が、サポートドラマーの刄田綴色（東京事変）とともに完成させた作品。デモは、アレンジが大枠固まっていたもの、志村がアレンジし歌詞を付けて歌まで録音していたもの、歌詞・歌録りができていないものなど様々であったという。そのため、初めて志村以外をメインボーカルとする楽曲（それまでギタリストであった山内総一郎が初めてメインボーカルを担当）や志村以外のメンバーが作詞した楽曲（初の共作詞でもある）が収録された作品となった（個々の楽曲については下記「楽曲解説」参照のこと）。
初回生産限定盤は、各メンバーの楽器モチーフ4種ステッカーがランダムに封入される特典付きのスリーブ仕様のスペシャルパッケージ。また通常盤は8月31日まで期間限定盤「期間限定フジフジプライス」として2,424円の特別価格で販売されたほか、規格品番もAICL-2424があてがわれた（通常盤はAICL-2155）。

## 収録曲

### 楽曲クレジット
| 全編曲: フジファブリック、ストリングスアレンジ: 金澤ダイスケ・伊勢三木子 (#10)。 |                                            |                    |            |       |
| #                                                                                | タイトル                                   | 作詞               | 作曲       | 時間  |
| 1.                                                                               | 「MUSIC」(ボーカル: 志村正彦)              | 志村正彦           | 志村正彦   | 2:22  |
| 2.                                                                               | 「夜明けのBEAT」(ボーカル: 志村正彦)       | 志村正彦           | 志村正彦   | 3:42  |
| 3.                                                                               | 「Bye Bye」(ボーカル: 志村正彦)            | 志村正彦           | 志村正彦   | 4:47  |
| 4.                                                                               | 「Hello」(ボーカル: 志村正彦)              | 志村正彦           | 志村正彦   | 4:23  |
| 5.                                                                               | 「君は僕じゃないのに」(ボーカル: 志村正彦) | 志村正彦           | 志村正彦   | 5:18  |
| 6.                                                                               | 「wedding song」(ボーカル: 志村正彦)       | 志村正彦           | 志村正彦   | 5:09  |
| 7.                                                                               | 「会いに」(ボーカル: 山内総一郎)           | 加藤慎一・志村正彦 | 志村正彦   | 4:46  |
| 8.                                                                               | 「パンチドランカー」(ボーカル: 志村正彦)   | 志村正彦           | 志村正彦   | 3:19  |
| 9.                                                                               | 「Mirror」(ボーカル: 山内総一郎)           | 志村正彦           | 山内総一郎 | 4:05  |
| 10.                                                                              | 「眠れぬ夜」(ボーカル: 志村正彦)           | 志村正彦           | 志村正彦   | 5:46  |
| 合計時間:                                                                        | 合計時間:                                  | 合計時間:          | 合計時間:  | 43:40 |

### 楽曲解説
- スペシャルサイトの「LINER NOTES」を参照。

MUSIC
志村が持ってきたいくつかのデモの中でも、一番気に入っていると話していた曲。この楽曲が象徴しているものが彼の目指していた普遍性なのかもしれないなということで、アルバム・タイトルが決まった段階で、この曲のタイトルも “MUSIC”になった。この曲からアルバムを始めたい、というメンバー全員の一致した思いから、満場一致で1曲目に。
ドラムが入っていないのは「あえて抜いた」と志村が話していたのを尊重したためで、アコースティックギターとコーラスが前面に出たアレンジとなっている。
夜明けのBEAT
本作の収録曲中、最初にレコーディングされた楽曲。
フジファブリックの真骨頂とも言えるダンス・ナンバー。
志村正彦が残した詞曲とボーカル、ギターソロをもとに、メンバー3人とサポートドラム刄田綴色（東京事変）がフジファブリックの作品として完成させた楽曲。後半に登場するギターソロは、デモに入っていた志村のプレイをそのまま使っている。
テレビ東京系ドラマ24「モテキ」主題歌。フジファブリックとしては初のドラマ主題歌。映画「モテキ」のオープニングテーマとしても使用された。
ドラマ「モテキ」の演出と脚本を担当した大根仁が監督を務めるミュージック・ビデオが制作され、同ドラマで主人公を演じた森山未來が楽曲にあわせて夜明けの街を踊るように駆け抜ける様子が描かれている。またクリエイティブチーム・easebackの森諭も制作に参加している。ビデオの一部には、志村が生前に出演したライブの映像（ROCK IN JAPAN FESTIVAL 2009）が使用されている。
この曲は日本レコード協会によるゴールド認定を受けた（シングルトラック、日本レコード協会）。
曲の冒頭に「1、2、3！」というカウントが有り、ファンの間では「志村の声ではないか」という噂があったが、実際はサポートドラマーの刄田の声である。ライブで演奏される際には、これに倣った形でドラマーによる声のカウントが入る。
Bye Bye
PUFFYのアルバム『Bring it!』へ提供した楽曲のセルフカバー。
Hello
志村がメレンゲのクボケンジに打ち込みを手伝ってもらいながらデモを制作。そのため、スペシャルサンクスに彼の名前が載っている。
君は僕じゃないのに
デビュー5周年ツアーで新曲として披露されていた曲。そのときとはまたアレンジが変わっている。
wedding song
志村が結婚するマネージャーのために秘密裏に作っていた曲。
会いに
本作中、唯一この曲のみ歌詞も志村のボーカルトラックも残されていなかった。そのため加藤が大半を作詞し、山内がボーカルを担当。志村以外のメンバーがメインボーカルと作詞をすることは初めてのことである。唯一サビの「会いに行くよ」という歌詞のみは存在した。
刄田綴色のドラムをイメージして出来た曲で、歌詞やボーカル同様にこの曲だけ作り込んだアレンジデモが存在せず、リハーサルスタジオでメンバーと刄田と一発録りしたラフな曲デモがあるのみだった。しかし志村がこの曲をとても気に入っており、レコーディング曲を決める打ち合わせでも、満場一致で「まず録ってみよう」という話になっていた。
山内、加藤の2人がそれぞれ詞を書き、その詞に乗せて3人がボーカルレコーディングを行った6パターンのうち、作詞:加藤、ボーカル:山内の組み合わせが採用された。この録音から、活動継続後のフジファブリックもメインボーカルが山内固定となる。
2010年7月17日に富士急ハイランドコニファーフォレストで行われた「フジフジ富士Q」では唯一バンドメンバーのみで演奏された。
Mirror
山内がボーカルと作曲を担当した楽曲。歌詞カードには歌詞が鏡文字になっている。
眠れぬ夜
志村が何年も前からずっとあたためていた曲。何度かスタジオでプリプロレコーディングまで行いながらも、頑なに作品として発表することを拒んでいたが、このアルバム制作にあたり、志村が自らこの曲を持って来ていた。
歌詞に含まれていない「悲しまなくともいい」という歌声は、たまたま志村が遺したトラックの最後に小さく収録されており、メンバー・スタッフが話し合って決め、音量を上げた上で曲中に組み込んでいる。曲が終わった後にメンバーの笑い声と志村が「けっこう良いんじゃないかな」と会話している声が聞こえる。

## 演奏
- 志村正彦
  - Vocal (#1-6.8.10)
  - Chorus (#1-6.8)
  - Guitar Solo (#2)
- 山内総一郎
  - Vocal (#7.#9)
  - Chorus (#1.3.7.8.9)
  - Electric Guitar (#2-10)
  - Acoustic Guitar (#1.3)
  - Mandolin (#1.9)
  - Piano, Organ (#5)
  - Gut Guitar, Tabla Machine (#9)
- 金澤ダイスケ
  - Mini Moog (#1-4.7.8.9)
  - Piano (#3.4.5.7.10)
  - Mellotron (#3.6)
  - Rhodes (#4.6)
  - Virus, Programming (#4)
  - Organ (#6.7)
  - Farfisa (#8)
  - Synthesizer (#9)
  - Strings Arrangement (#10)
  - Chorus (#1)
- 加藤慎一
  - Bass
  - Percussion (#3.8)
  - Chorus (#1)
- 刃田綴色 (東京事変)
  - Drums (#2-10)
  - Percussion (#1)
- 伊勢三木子：Top / 1st Violin & Strings Arrangement (#10)
- 徳永友美、吉田翔平、田島朗子、川口静華、伊藤彩：1st Violin (#10)
- 梶谷裕子、藤家泉子、丸山美里、柳原有弥：2nd Violin (#10)
- 菊地幹代、三木章子：Viola (#10)
- 橋本歩、徳澤青弦：Cello (#10)